# 杰拉德·皮克
杰拉德·皮克·贝纳维乌（1987年2月2日—）出生于巴塞罗那，是商人、退役西班牙职业足球员。現任Kosmos集團總裁。整個生涯幾乎都是效力於西甲俱樂部巴塞隆拿，司職中堅。值得一提的是，皮克的外祖父曾是巴薩的副主席。

## 个人
事实上皮克的母姓导致他的身世起了一些混淆，这个姓氏和皇家马德里的主场伯纳乌球场同名，体育场是为了纪念皇马前主席圣地亚哥·伯纳乌·耶斯特而得名。而贝纳维乌这个姓氏在巴塞罗那也非常普遍，皮克是巴塞罗那足球俱乐部前副主席安德罗·贝纳维乌的外孙子。
2011年皮克同2010年南非世界杯主题曲演唱者，哥倫比亞樂壇天后夏奇拉恋情公之于众，为此与巴塞敌对的皇家马德里宣布主场伯纳乌球场禁止播放夏奇拉的歌曲。夏奇拉于2013年1月為皮克誕下一个名为米蘭（Milan Piqué i Mebarak）的男婴。也於2015年1月為皮克誕下一個名為薩沙的男嬰。2017年10月一度傳出分手消息，但皮克的父母出面否認。2022年兩人宣佈分手並傳出皮克背著夏奇拉和第三者有染，被口誅筆伐。2023年1月，夏奇拉與阿根廷DJ Bizarapp合作發行《BZRP音樂系列 Vol.53》，歌詞中幾乎直接指控碧基出軌，使夏奇拉身陷西班牙稅務官司 (夏奇當初為了與碧基的關係而從美國邁阿密搬往西班牙巴塞隆拿) 並且留下她與碧基母親當鄰居等多項指控，歌曲一推出在全球多國引起現象級哄動。在西班牙、哥倫比亞、墨西哥、阿根廷、智利、秘魯、厄瓜多爾等多國西班牙語國家的Spotify均破紀錄。在美國，也登上Spotify單日播放紀錄最高次數頭五位歌曲。在德國、法國、加拿大、英國、波蘭、新加坡、澳洲、意大利等國串流量也激增。此歌曲在Spotify及YouTube均破多項紀錄。
碧基愛好玩德州撲克，曾拿過兩次歐洲撲克巡迴賽分站季軍的殊榮。

## 球会生涯

### 曼联
2004年7月1日，英超曼联队从巴塞罗那引进皮克。他首次代表曼联队在2004年10月26日对阵克鲁的杯赛中出场。
皮克在10月的英超3-1击败桑德兰的比赛中替补出场。他首次代表曼联首发出场是在2006年3月29日老特拉福德的英超比赛中对阵西汉姆联，司职右后卫以替代受伤的。在比赛中他设法完成一记40码外的怒射，但被西汉姆联门将出色的化解。
他的表现在预备队中显得尤为出色，为此赢得了曼联的新合同，在2005年2月生效至2009年夏天。
在2006年8月4日，西甲球队皇家萨拉戈萨租得皮克一个赛季。加泰罗尼亚人必须在罗马利达球场出场至少20场比赛，但皮克依然宣称可以为两支球队取得好的成绩，而自己的未来希望可以回到曼联阵中。
2007年5月5日，宣称皮克在2007-08赛季时将留在。5月6日亲临罗马利达球场观察皮克，在这之前有个会议去讨论他在曼联的未来前景，但由于航班原因未能参加。
2007年11月7日，皮克第二次在冠军联赛出场（第一次早在2004年），首发对阵。他在上半场利用头球为球队首开纪录，攻入其个人首个曼联入球，帮助球队以4-0取胜，提前两轮进入欧冠十六强。
雖然皮克是曼聯後防的觸目新星，但不斷傳出母隊巴塞隆拿有意收購回巢頂替因傷缺陣九個月的阿根廷後衛加夫列尔·米利托。
2008年，皮克為曼聯2007-2008歐洲聯賽冠軍盃冠軍，在半決賽首回合作客母隊巴塞隆那主場诺坎普球场0-0賽和，次回合在曼聯主場1-0擊敗巴塞罗那，晉級決賽並在莫斯科盧日尼基體育場奪冠。

### 巴塞罗那
2008年，皮克回到母隊巴塞罗那，成為球會主力之一，並在2008-2009歐洲聯賽冠軍盃於羅馬奧林匹高球場舉行的決賽上陣，為母隊擊敗另一前球會曼聯奪標。
2010年2月26日，巴萨俱乐部在官方网站上宣布，与皮克续约至2015年6月。他的违约金从5000万欧元飙升至2亿欧元，同时年薪也得到了较大提升。
皮克的第一个进球是在2008年11月26日巴萨在欧洲冠军联赛小组赛以5-2战胜利物浦的比赛中。两个月后的2009年1月29日，在国王杯对阵西班牙人的比赛中，他为俱乐部打进了首个国内进球。第57分钟的角球破门，使巴塞罗那以3比2获胜。2009年5月2日，皮克在西班牙德比球场圣地亚哥伯纳乌球场6-2战胜皇家马德里的比赛中为巴塞罗那攻入第六粒进球。
2022年11月4日，皮克宣佈在西甲2022–23賽季第13輪主場對陣阿爾梅里亞的比賽結束後退役。

## 国家队生涯
皮克剛出道時時西班牙U19的成員，幫助球隊在2006年7月29日奪得了2006年歐足聯U-19錦標賽的冠軍頭銜。在決賽中西班牙擊敗蘇格蘭，比賽中皮克在防守中有著極為出色的發揮，並且頭球擊中橫樑一次，還助攻西班牙打進決定性的第二個進球。
2007年皮克參加了2007年世界青年足球錦標賽，六場比賽全部作為主力球員出場，九分之二決賽4-2擊敗巴西的比賽中打進一球。。在四分之一決賽對捷克的比賽中，點球決勝中失手，最終球隊也被淘汰。
2009年2月11日，在西班牙國家隊對陣英格蘭代表隊的友誼賽中，皮克上演國家隊處子秀，打滿全場，幫助球隊2-0取勝。之後他就成為了西班牙國家隊的固定班底，不過要到前輩佩奧尔退出国家队后才成为绝对主力。
2010年世界杯足球赛，皮克入選西班牙隊並成為主力後衛，並且協助西班牙隊奪冠而回。
2012年歐洲國家盃再次获得冠軍。
2016年10月，皮克宣布於2018年世界杯結束後永久退出西班牙隊。在该屆世界盃16强对东道主俄罗斯的比赛中，皮克在防守角球时因手球犯规而送出点球给对手，令俄罗斯成功追平比分，其後更在点球大战中败给俄罗斯，16强出局。

## 榮譽
曼聯
- 英超冠軍：2007–08
- 英格蘭聯賽盃冠軍：2005–06[11]
- 英格蘭社區盾冠軍：2007[12]
- 歐冠冠軍：2007–08

巴塞隆拿
- 西甲冠軍：2008–09，2009–10，2010–11，2012–13，2014–15，2015–16，2017–18，2018–19
- 西班牙國王盃冠軍：2008–09、2011–12、2014–15、2015–16、2016–17、2017–18、2020–21
- 西班牙超級盃冠軍：2009，2010，2011，2013，2016，2018
- 欧冠冠軍：2008–09、2010–11、2014–15
- 欧洲超级杯冠軍：2009、2011、2015
- 世俱杯冠軍：2009、2011、2015

西班牙國家隊
- 歐洲U-19足球錦標賽冠軍：2006
- 世界盃冠軍：2010
- 歐洲國家盃冠軍：2012

### 勳章
- 皇家體育勳章：2011年